# Heniochus singularius
Espèce
Statut de conservation UICN

 LC  : Préoccupation mineure
Heniochus singularius est une espèce de poissons de la famille des Chaetodontidae.